# Szabó Károly (vegyészmérnök)
Szabó Károly (Mócs, 1923 – 2015. december 3.) magyar vegyészmérnök, növényvédelmi szakember, diplomata.

## Élete
1923-ban született Mócson. 1945-ben, a Budapesti Műszaki és Gazdaságtudományi Egyetem jogelődjén szerzett vegyészmérnöki oklevelet, majd 1946–1951 között az Arzola Vegyipari Vállalat Kutató Intézetének előbb önálló kutatója, később csoportvezetője lett. Részt vett a HCH rovarölőszer kifejlesztésében és társtulajdonosa lett a vállalkozásnak – az ATOX Kft-nek –, amely a szer értékesítésére jött létre. 1947-ben már ő irányította Bukarestben ugyanezen szer ottani gyártását és forgalmazásának bevezetését. 1948-tól a Chinoin önálló kutatója is lett, ott dolgozta ki a Higosan nevű, szerves higanyvegyület-alapú vetőmag-csávázószer gyártási eljárását.
1952-ben a Földművelésügyi Minisztérium meghívására az Országos Növényvédelmi Kutató Intézetben vállalt munkát, mint a kémiai osztály vezetője; ettől az évtől kezdve az MTA növényvédelmi bizottságának is tagja lett. Számos újítás és találmány fűződik a nevéhez, így például kidolgozta több új növényvédőszer előállítási technológiáját, aminek nyomán elindulhatott a gyártásuk is. Ezek között említhető a 2,4-D gyomirtószer, amit a Nitrokémia, a parathion rovarölő hatóanyag, amit a Magyar Vegyiművek, illetve a DNRB gombaölőszer, amit a Hungária Vegyiművek vett gyártásba.
1956-ban kivándorolt az Amerikai Egyesült Államokba, ahol a Stauffer Chemical Corporation kutató laboratóriumában kezdett dolgozni, tudományos főmunkatársként. 1957 és 1965 között száznál több szabadalmat, illetve találmányt jelentett be a növényvédőszerek terén, a legjelentősebb ezek közül az a készítmény volt, amit Dyphonat néven a magyarországi növényvédelem is használatba vett. 1966–1970 között a Syracuse University Research Corporation (SURC) kémiai osztályvezetője volt, ahol elméleti kutatással és ipari való konzultálással egyaránt foglalkozott.
E munkája során olyan jelentős ipari és állami intézményekkel került kapcsolatba, mint például az amerikai Nemzeti Egészségvédelmi Intézet – amelytől 3 éves kutatási ösztöndíjat is kapott –, a Standard Oil és a Shell Oil Company olajtársaságok, az Eli Lilly and Company vegyipari vállalat, vagy az Eastman Kodak, de dolgozott a bolíviai kormánynak is, a magyar Mezőgazdasági és Élelmezésügyi Minisztérium megkeresésére pedig közreműködött a Fundazol nevű szintetikus gombaölőszer magyarországi gyártásának kidolgozásában.
1970-ben az ENSZ Iparfejlesztési Szervezetéhez (UNIDO) csatlakozott diplomataként, fő feladata e minőségében a fejlődő országok növényvédelmi tevékenységének fejlesztése és a korszerű növényvédőszerek alkalmazásának népszerűsítése. Összesen 34 országban, illetve régióban indított intézményesített növényvédelmi továbbképzéseket és fejlesztési programokat. Része volt abban is, hogy ebben az időszakban a magyar Növényvédelmi Kutató Intézet is komoly összegű ösztöndíjat kaphatott az UNIDO-tól. Segítette szakintézetek felállítását és azok működésének beindítását – esetenként az ENSZ Élelmezésügyi és Mezőgazdasági Világszervezetével (FAO) közösen –, egyebek között Algériában, Kínában, Indiában, Egyiptomban, Tanzániában és a Fülöp-szigeteken. 1983-ban vonult nyugállományba.
Számos nemzetközi növényvédelmi konferencián tartott előadást, többek között Miamiban, Londonban, Bécsben, Torontóban, San Franciscóban, Helsinkiben, Kiotóban és Budapesten). A Budapesti Műszaki Egyetem Szenátusa 1995-ben arany-, 2005-ben gyémánt-, 2010-ben pedig vasdiploma adományozásával ismerte el értékes mérnöki tevékenységét.